# Ultra-high temperature processing
Ultra-high temperature processing (UHT), česky „vysokoteplotní úprava“, je jedna z metod konzervace potravin. Na rozdíl od sterilace nebo pasterace dosahuje delší doby skladovatelnosti, dokonce i při pokojové teplotě (u mléka trvanlivost 3–6 měsíců).
Metoda UHT je založena na krátkodobém zahřátí (1–2 sekundy) na teplotu 135–150 °C. Zahřívá se nepřetržitý proud mléka. Hlavním cílem je zničení endospor bakterie
Clostridium botulinum, která vytváří toxin v potravinách připravovaných a skladovaných za anaerobních podmínek (tj. za nepřístupu vzdušného kyslíku). Nejznámější je UHT mléko, ale používá se i při balení ovocných džusů, krémů, jogurtů, vína, polévek, konzerv a podobně.
Vysoká teplota spolehlivě zabíjí všechny mikroorganismy a díky krátké době chrání výživné složky potravin. Zároveň urychluje proces zpracování potraviny. Na druhou stranu se například mléko po otevření nekazí a nekysne jako neošetřené mléko.
UHT mléko je velmi rozšířené v Evropě, méně je přijímané v Severní Americe. Mnoho lidí věří, že lepší jsou pasterované potraviny kvůli méně agresivní úpravě (u mléka ohřátí na 72 °C na alespoň 15 sekund), což však výrobci UHT produktů popírají.

## Způsoby ohřevu a chlazení
Ohřev probíhá přímo ve styku s přehřátou párou cca 150 °C teplou nebo nepřímo ve výměníku, kde se obě média nepromíchávají.

### Systémy přímého ohřevu
Přímé systémy mají tu výhodu, že výrobek je udržován při vysoké teplotě po kratší dobu, čímž se snižuje tepelné poškození citlivých výrobků, jako je mléko. Existují dvě skupiny přímých systémů:
- Vstřikovací, kdy je vysokotlaká pára vstřikována do kapaliny. Umožňuje rychlý ohřev a chlazení, ale je vhodný pouze pro některé výrobky. Vzhledem k tomu, že výrobek přichází do styku s horkou tryskou, existuje možnost lokálního přehřátí.
- Infuzní, kdy je kapalina čerpána tryskou do komory s vysokotlakou párou o relativně nízké koncentraci, což poskytuje velkou kontaktní plochu. Touto metodou se dosahuje téměř okamžitého ohřevu a ochlazení a rovnoměrného rozložení teploty, čímž se předchází lokálnímu přehřátí. Je vhodná pro kapaliny s nízkou i vysokou viskozitou.

### Systémy nepřímého vytápění
V nepřímých systémech se produkt ohřívá pomocí pevného výměníku podobného těm, které se používají pro pasterizaci. Protože se však používají vyšší teploty, je nutné použít vyšší tlaky, aby se zabránilo varu. Používají se tři typy výměníků:
- Deskové výměníky
- Trubkové výměníky
- Výměníky s oškrábaným povrchem

Pro vyšší účinnost se jako médium pro ohřev samotných výměníků používá tlaková voda nebo pára, doplněná regenerační jednotkou, která umožňuje opětovné použití média a úsporu energie.

### Rázové chlazení
Po zahřátí se horký produkt přenese do udržovací trubice a poté do vakuové komory, kde náhle ztratí teplotu a vypaří se. Tento proces, označovaný jako bleskové zchlazení, snižuje riziko tepelného poškození, inaktivuje termofilní mikroby v důsledku náhlého poklesu teploty, odstraňuje část nebo veškerou přebytečnou vodu získanou kontaktem s párou a odstraňuje některé těkavé sloučeniny, které negativně ovlivňují kvalitu výrobku. Rychlost ochlazování a množství odstraněné vody se určuje podle úrovně vakua, které musí být pečlivě kalibrováno.

### Homogenizace
Homogenizace je součástí procesu úpravy mléka a je používána zejména v kombinaci s UHT procesem. Jedná se o mechanické ošetření, jehož výsledkem je zmenšení velikosti a zvýšení počtu a celkového povrchu tukových kuliček v mléce. Tím se snižuje tendence mléka tvořit na povrchu smetanu a při kontaktu s nádobami se zvyšuje jeho stabilita (zabraňuje usazování tuku na stěnách) a stává se pro spotřebitele chutnějším.